# Szczęście na raty
Szczęście na raty (chiń. upr. 幸福时光; chiń. trad. 幸福時光; pinyin Xìngfú shíguāng) – chiński film z 2000 roku w reżyserii Zhanga Yimou. Scenariusz filmu oparto na opowiadaniu Mo Yana.

## Fabuła
Zhao jest ubogim kawalerem w średnim wieku, który nigdy nie miał szczęścia w miłości i zawsze nieco „bujał w obłokach”. Myśląc, że w końcu spotkał kobietę ze swoich snów pozwala jej uwierzyć, że jest majętny i decyduje się na ślub utrzymując ją w przekonaniu, że właśnie tak jest. Kiedy jednak musi udowodnić swoje posiadanie, zwraca się o pomoc do przyjaciela... Ten znudzony już „fantastycznymi” pomysłami Zhao postanawia mu pomóc raz jeszcze i wpada na pomysł odremontowania starego zdezelowanego autobusu. Swój nowy twór przyjaciele nazywają „Happy Times Hotel” i postanawiają go wynajmować „na godziny” parom spragnionym spokoju we własnym towarzystwie... Czy można zarobić na takim pomyśle?

## Obsada
Źródło: Filmweb
- Zhao Benshan – Zhao
- Dong Lifan – Li Xuejian
- Dong Jie – Wu Ying
- Leng Qibin – brat przyrodni Wu Yinga
- Li Xuejian – Li
- Niu Ben – stary Niu
- Sun Honglei – klient w „Happy Times”
- Fu Biao – mały Fu